# Хотин Ростислав Георгійович
Ростислав Георгійович Хотин (нар. 6 серпня 1967, Прилуки) — український журналіст і політичний оглядач. Один із найвідоміших українських журналістів, що працює за кордоном. Станом на 2014 рік — редактор Радіо Свобода в Празі.

## Біографія
Ростислав Хотин народився 6 серпня 1967 року в місті Прилуки Чернігівської області. Його батько, Георгій Степанович Хотин (нар. 1937), працював журналістом у місцевій газеті «Правда Прилуччини» протягом 42 років, а після виходу на пенсію очолив міську спілку ветеранів. Мати — Світлана Хотина (1938—2014).
Має молодшого брата Ярослава Хотина (нар. 1969), який проживає в Прилуках разом зі своєю сім'єю.
Закінчив інститут журналістики Київського національного університету імені Т. Г. Шевченка.

## Журналістська діяльність
Ростислав Хотин має значний досвід міжнародної журналістики. У різні роки працював:
- кореспондентом агентства Reuters у Києві;
- журналістом Всесвітньої служби BBC у Лондоні;
- кореспондентом телеканалу «1+1» та інформаційної агенції УНІАН у Брюсселі;
- станом на 2014 рік — редактор Радіо Свобода в Празі.

Широко відомий в Україні своїми щоденними політичними оглядами з Брюсселя для вечірніх випусків ТСН на телеканалі «1+1», в яких висвітлює позицію Європейського Союзу щодо подій в Україні.